# The Memory of Shadows
The Memory of Shadows (TMoS) to tytuł pierwszego filmu z serii Babilon 5, produkcji przeznaczonej do wyświetlania w kinach, odmiennie od 6 poprzednich, telewizyjnych filmów pełnometrażowych. O samym filmie niewiele wiadomo, poza informacjami, które pochodzą bezpośrednio od producenta i twórcy J. Michael Straczynskiego. Produkcja TMoS została anulowana w styczniu 2005 roku.
Cały scenariusz został ukończony, ale należało go przerobić ze względu na śmierć Richarda Biggsa, który wcielił się w postać Stephena Franklina w serii Babilon 5. Straczynski zdecydował się nie przeprowadzać ponownego castingu do obsady tej postaci.
Reżyserem filmu miał być Steve Beck, a zdjęcia miały się rozpocząć w kwietniu 2005 w Wielkiej Brytanii. Warner Bros. szukało możliwości zatrudnienia innych aktorów niż ci, którzy wystąpili w oryginalnej serii, przynajmniej w jednym przypadku (Galen), jednakże spotkało się to z ostrym sprzeciwem fanów. 25 lutego 2005 roku, Straczynski ogłosił, że cały projekt nie dojdzie do skutku i zostaje definitywnie zakończony.
Na zjeździe w New Jersey oraz na grupie dyskusyjnej (Usenet) Straczynski udzielił pewnych informacji odnośnie do samego filmu. Fabuła miała nawiązywać do serii Crusade, która została anulowana zanim jeszcze trafiła na ekrany, co zaowocowało emisją tylko 13 odcinków. W filmie technologia starożytnej rasy Cieni zostaje wykorzystywana przez nieznane siły w całej galaktyce. Oficer wywiadowczy Sił Ziemskich Diane Baker, której brat niedawno zginął w tajemniczej eksplozji, zamierza dowiedzieć się kto stoi za tymi działaniami. Towarzyszy jej Galen, technomag, który ma pilnować, aby nie wpadła ona w niepowołane ręce.